# Santa Fe (Veraguas)
Santa Fe es un corregimiento y cabecera del distrito de Santa Fe en la provincia de Veraguas, República de Panamá. Tiene una población aproximada de 3.255 habitantes, y se ubica a una altitud aproximada de 1000 m s. n. m. (metros sobre el nivel del mar).

## Historia
En su cuarto viaje Cristóbal Colón llegó a la costa norte de Veraguas, en el año 1502. Allí llega a la desembocadura del río Guaiga, lo que hoy en día se conoce como Calovébora, en el Distrito de Santa Fe. Colón es informado por los indígenas de la abundancia de oro que había en las tierras cercanas.
Oficialmente, Santa Fe fue fundado en 1558 por el Capitán Francisco Vásquez, quien era alcalde mayor de Natá. Santa Fe era punto de paso entre Natá y los territorios mineros, dado que por esos años se explotaban las minas de la Concepción en el Norte de Veraguas. El poblado original se asentaba en el área de La Cabuya, mismo que fue destruido por un ataque de los indios misquitos, años después.
El poblado minero de La Concepción desaparece en 1589. A partir de ese momento Santa Fe pasa a ser centro económico de la provincia de Veraguas y punto desde el cual salen las expediciones para fundar nuevos poblados en el Pacífico. Sin embargo paulatinamente, y debido a la desaparición de la minería en La Concepción los caminos se deterioran, lo que lleva a la despoblación y empobrecimiento del poblado. En 1607, Francisco Valverde y Mercado, quien era gobernador de Panamá, visita Santa Fe y recomienda a los pobladores que teñían sus fincas en el área de El Naranjal, su traslado a Montijo en búsqueda de mejores condiciones.
Entre 1630 y 1690 Santa Fe es designada Capital de la provincia de Veraguas. Durante esa época la economía se basaba  en la agricultura de subsistencia y extracción de oro.
En 1799, por órdenes del Coronel Francisco Matos se funda Nueva Alcudia, en la ubicación original del pueblo de Santa Fe, con la intención de que sirviera de protección ante el ataque de los indios misquitos, quienes venían desde el área de Nicaragua. Este poblado fue atacado y destruido por los misquitos en 1805. Durante el ataque se destruyeron las casas y la iglesia del lugar. Luego de ese incidente algunos vecinos se mudaron a San Francisco, y el pueblo volvió a llamarse Santa Fe.
El 21 de julio de 1901, en medio de la guerra de los Mil Días, se da la batalla de Vueltas Largas en Santa Fe.  En esta el General Victoriano Lorenzo, junto con los Generales Heliodoro Vernaza, Faustino Mina, Luis Fábrega y Luis Salamanca con un ejército de 300 personas se toman el pueblo de Santa Fe. Las autoridades del pueblo huyen. Al saber Victoriano Lorenzo que las fuerzas del gobierno se dirigían a Santa Fe, a restablecer el gobierno conservador, se dispuso a dar la batalla. Ordenó que 100 hombres marcharan por el camino del Cerro Tute, o Vueltas Largas. Otros 100 hombres debían dirigirse al Cerro El Sapo y los últimos 100 permanecerían en el pueblo. Ante esta emboscada, los hombres del gobierno conservador fueron vencidos y la batalla se saldó con 18 fallecidos y múltiples heridos.
Entre 1916 y 1930 la explotación de las Minas de El Cocuyo reactiva la actividad minera en la zona de Santa Fe.
El 3 de abril de 1959 se da el alzamiento del Cerro Tute. Un grupo de 20 estudiantes pertenecientes al Movimiento de Acción Revolucionario  se alzan en armas. Estaban descontentos por lo que consideraban injusticias del gobierno de turno, y la injerencia de los Estados Unidos en Panamá, e inspirados  por el movimiento cubano 26 de Julio. El alzamiento terminó con la muerte de 4 estudiantes.
A principios de la década de 1970 se inaugura la carretera San Francisco-Santa Fe, con lo que se permite el transporte de pasajeros y mercancías en toda época del año. Antes de esa fecha, el camino estaba en condiciones precarias por lo que muchas veces el traslado debía efectuarse a pie, lomo de animales, autos con tracción o en aviones.

## Geografía
Aunque parece que Santa Fe y sus montañas circundantes, especialmente el emblemático Cerro Tute, tienen origen volcánico, no hay evidencia que apoye esto. Santa Fe se encuentra cerca de la divisoria continental y solo 60 km del golfo Moskitiano en el mar Caribe, pero es accesible de forma más fácil desde la costa del Pacífico, en el sur.

### Ubicación
Santa Fe está ubicado al norte de la provincia de Veraguas. El corregimiento de  Santa Fe limita al Norte con el Corregimiento de El Pantano, al sur con el Distrito de San Francisco, al oeste con la comarca Ngäbe Buglé y al este con el corregimiento de El Alto.

### Clima
Santa Fe tiene clima tropical de altura, predomina el bosque húmedo premontano. Las temperaturas son templadas y no suelen ser menores a 17 °C. A finales del mes de enero se puede observar el fenómeno de bajareque, lluvia ligera que se asocia a climas de montaña.
| Parámetros climáticos promedio de Santa Fe (2001–2015 normales, extremos 1956–2015) | Parámetros climáticos promedio de Santa Fe (2001–2015 normales, extremos 1956–2015) | Parámetros climáticos promedio de Santa Fe (2001–2015 normales, extremos 1956–2015) | Parámetros climáticos promedio de Santa Fe (2001–2015 normales, extremos 1956–2015) | Parámetros climáticos promedio de Santa Fe (2001–2015 normales, extremos 1956–2015) | Parámetros climáticos promedio de Santa Fe (2001–2015 normales, extremos 1956–2015) | Parámetros climáticos promedio de Santa Fe (2001–2015 normales, extremos 1956–2015) | Parámetros climáticos promedio de Santa Fe (2001–2015 normales, extremos 1956–2015) | Parámetros climáticos promedio de Santa Fe (2001–2015 normales, extremos 1956–2015) | Parámetros climáticos promedio de Santa Fe (2001–2015 normales, extremos 1956–2015) | Parámetros climáticos promedio de Santa Fe (2001–2015 normales, extremos 1956–2015) | Parámetros climáticos promedio de Santa Fe (2001–2015 normales, extremos 1956–2015) | Parámetros climáticos promedio de Santa Fe (2001–2015 normales, extremos 1956–2015) | Parámetros climáticos promedio de Santa Fe (2001–2015 normales, extremos 1956–2015) |
| Mes                                                                                 | Ene.                                                                                | Feb.                                                                                | Mar.                                                                                | Abr.                                                                                | May.                                                                                | Jun.                                                                                | Jul.                                                                                | Ago.                                                                                | Sep.                                                                                | Oct.                                                                                | Nov.                                                                                | Dic.                                                                                | Anual                                                                               |
| ----------------------------------------------------------------------------------- | ----------------------------------------------------------------------------------- | ----------------------------------------------------------------------------------- | ----------------------------------------------------------------------------------- | ----------------------------------------------------------------------------------- | ----------------------------------------------------------------------------------- | ----------------------------------------------------------------------------------- | ----------------------------------------------------------------------------------- | ----------------------------------------------------------------------------------- | ----------------------------------------------------------------------------------- | ----------------------------------------------------------------------------------- | ----------------------------------------------------------------------------------- | ----------------------------------------------------------------------------------- | ----------------------------------------------------------------------------------- |
| Temp. máx. abs. (°C)                                                                | 33.0                                                                                | 34.5                                                                                | 35.0                                                                                | 35.8                                                                                | 35.4                                                                                | 36.0                                                                                | 33.0                                                                                | 32.5                                                                                | 32.8                                                                                | 33.0                                                                                | 32.6                                                                                | 32.6                                                                                | 36.0                                                                                |
| Temp. máx. media (°C)                                                               | 27.5                                                                                | 28.2                                                                                | 28.8                                                                                | 29.6                                                                                | 29.7                                                                                | 29.5                                                                                | 29.0                                                                                | 29.3                                                                                | 29.7                                                                                | 29.0                                                                                | 28.2                                                                                | 28.0                                                                                | 28.9                                                                                |
| Temp. media (°C)                                                                    | 24.1                                                                                | 24.4                                                                                | 24.9                                                                                | 25.4                                                                                | 25.5                                                                                | 25.3                                                                                | 25.1                                                                                | 25.2                                                                                | 25.2                                                                                | 24.9                                                                                | 24.5                                                                                | 24.5                                                                                | 24.9                                                                                |
| Temp. mín. media (°C)                                                               | 20.7                                                                                | 20.6                                                                                | 20.9                                                                                | 21.3                                                                                | 21.4                                                                                | 21.1                                                                                | 21.2                                                                                | 21.0                                                                                | 20.8                                                                                | 20.8                                                                                | 20.9                                                                                | 21.0                                                                                | 21.0                                                                                |
| Temp. mín. abs. (°C)                                                                | 15.0                                                                                | 10.0                                                                                | 12.4                                                                                | 16.2                                                                                | 16.0                                                                                | 17.0                                                                                | 16.5                                                                                | 16.0                                                                                | 13.4                                                                                | 15.5                                                                                | 16.0                                                                                | 13.2                                                                                | 10.0                                                                                |
| Lluvias (mm)                                                                        | 56.8                                                                                | 25.2                                                                                | 33.4                                                                                | 72.5                                                                                | 241.2                                                                               | 259.3                                                                               | 204.7                                                                               | 267.2                                                                               | 339.1                                                                               | 341.2                                                                               | 241.3                                                                               | 116.8                                                                               | 2198.7                                                                              |
| Fuente n.º 1: INEC                                                                  |                                                                                     |                                                                                     |                                                                                     |                                                                                     |                                                                                     |                                                                                     |                                                                                     |                                                                                     |                                                                                     |                                                                                     |                                                                                     |                                                                                     |                                                                                     |
| Fuente n.º 2: IMHPA                                                                 |                                                                                     |                                                                                     |                                                                                     |                                                                                     |                                                                                     |                                                                                     |                                                                                     |                                                                                     |                                                                                     |                                                                                     |                                                                                     |                                                                                     |                                                                                     |

## Economía
En Santa Fe se practica la ganadería y el cultivo de café, naranjas y hortalizas. El Mercado Artesanal de Santa Fe fabrica y vende el clásico sombrero santafereño, una variación del tradicional sombrero pintao. Además de los sombreros, en el mercado artesanal también se venden vestidos hechos a mano de estilo indígena para las mujeres y las niñas. Estos vestidos se caracterizan por los colores brillantes y diseños geométricos.
Santa Fe es conocida en Panamá por sus orquídeas. Hay una exposición de orquídeas cada mes de agosto. En los últimos años el ecoturismo ha tomado gran relevancia. Entre las actividades que se practican están los paseos a caballos, visita a ríos y cascadas, senderismo y observación de aves.
Cada año a finales del mes de enero se celebra la Feria de Santa Fe. En este evento se celebran las tradiciones agrícolas, musicales y ganaderas del Distrito.